# ورا مایلز

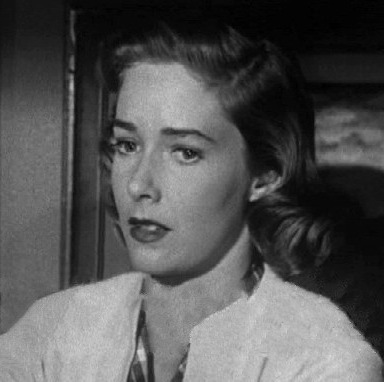

ورا مایلز (انگلیسی: Vera Miles؛ زادهٔ ۲۳ اوت ۱۹۲۹) هنرپیشه سینما و تلویزیون اهل ایالات متحده آمریکا است. او (متولد رالستون، ۲۳ آگوست ١٩٢٩) بازیگر بازنشسته آمریکایی است که از نزدیک با آلفرد هیچکاک همکاری کرد. خانم کانزاس پس از پیروزی در مسابقات لباس شنا در مسابقه میس آمریکا، در سال ۱۹۴۸ آماده مسابقات استعدادیابی شد. هم سن و سالان او آواز خواندند و رقصیدند، اما خانم کانزاس ترجیح داد از بازیگری سخن بگوید. وی با این سخن که: "من هیچ استعدادی ندارم ،" تنها استعداد من پرورش فرزندان است. " تعجب داوران و تماشاگران را برانگیخت. دوشیزه کانزاس چهار فرزند خود را تربیت کرد، همچنین دوره کار سینمایی و تلویزیونی او شش دهه طول کشید.

## اوایل زندگی
ورا جون رالستون در ۲۳ اوت ۱۹۲۹ دربویس سیتی ایالت اوکلاهما، در بین توماس و برنیس در شهر (وایریک) رالستون متولد شد. او سه برادر بزرگتر داشت.
او ابتدا در پرات، کانزاس بزرگ شد و بعداً در ویچیتا زندگی کرد، جایی که شب‌ها به عنوان اپراتور تایپیست Western Union کار کرد و در سال ۱۹۴۷ از دبیرستان ویچیتا شمال فارغ‌التحصیل شد. وی در سال ۱۹۴۸ پس از کسب عنوان سوم در مسابقات میس آمریکا در بخش لباس شنا به عنوان خانم کانزاس لقب گرفت.

## بخشی از فیلم‌شناسی
از فیلم‌هایی که وی در آن نقش داشته‌است می‌توان به آثار زیر اشاره کرد.

### فیلم‌های سینمایی
- وقتی ویلی به خانه برمی‌گردد (۱۹۵۱؛ اولین نقش‌آفرینی سینمایی ورا مایلز)
- چنان بزرگ (۱۹۵۳)
- جنگل پنهان تارزان (۱۹۵۵)
- ویچیتا (۱۹۵۵)
- جویندگان (۱۹۵۶)
- ۲۳ قدم تا خیابان بیکر (۱۹۵۶)
- برگ‌های پاییزی (۱۹۵۶)
- مرد عوضی (۱۹۵۶)
- داستان اف‌بی‌آی (۱۹۵۹)
- پنج زن بدنام (۱۹۶۰)
- روانی (۱۹۶۰)
- مردی که لیبرتی والانس را کشت (۱۹۶۲)
- بچه‌ها دنبالم بیاین (۱۹۶۶)
- جنتل جاینت (۱۹۶۷)
- کلاه‌سبزها (۱۹۶۸)
- یک سرخپوست کوچک (۱۹۷۳)
- روانی ۲ (۱۹۸۳)
- در دل شب (۱۹۸۵)
- زندگی‌های جدا (۱۹۹۵؛ آخرین نقش‌آفرینی ورا مایلز)

### مجموعه‌های تلویزیونی
- آلفرد هیچکاک تقدیم می‌کند (۱۹۵۵؛ قسمت Revenge)
- منطقه نیمه‌روشن (۱۹۶۰؛ قسمت Mirror Image)
- زمان شروع (۱۹۶۰؛ قسمت Incident at a Corner)
- ساعت آلفرد هیچکاک (۱۹۶۲؛ قسمت Don't Look Behind You)
- فراری (۱۹۶۳؛ قسمت Fear In a Desert City)
- ویرجینیایی (۱۹۶۳؛ قسمت The Man Who Couldn't Die)
- ویرجینیایی (۱۹۶۴؛ قسمت Portrait of a Widow)
- ساعت آلفرد هیچکاک (۱۹۶۵؛ قسمت Death Scene)
- بونانزا (۱۹۶۶؛ قسمت Four Sisters from Boston)
- آیرونساید (۱۹۶۸؛ قسمت Barbara Who)
- آیرونساید (۱۹۶۹؛ قسمت Goodbye To Yesterday)
- ویرجینیایی (۱۹۷۰؛ قسمت Experiment at New Life)
- دود اسلحه (۱۹۷۰؛ قسمت Sam McTavish, M.D)
- کنن (۱۹۷۲؛ قسمت To Kill a Guinea Pig)
- ستوان کلمبو (۱۹۷۳؛ قسمت Lovely but Lethal)
- کنن (۱۹۷۵؛ Fall Guy)
- خیابان‌های سانفرانسیسکو (۱۹۷۵؛ قسمت Men Will Die)